# Leoști (Pădureni), Vaslui
Leoști este un sat în comuna Pădureni din județul Vaslui, Moldova, România.
 Acest articol despre o localitate din județul Vaslui este deocamdată un ciot. Puteți ajuta Wikipedia prin completarea lui.